# Protean Threat
Protean Threat — двадцать третий студийный альбом американской рок-группы Osees из Сан-Франциско. Он был выпущен 18 сентября 2020 года лейблом Castle Face Records. После предыдущего альбома группы, двойного LP Face Stabber, фронтмен Джон Дуайер заявил, что он хотел, чтобы Protean Threat был похож на панк-альбом, короче по длине и состоял в основном из коротких песен. Это первый полноформатный альбом группы, выпущенный под названием Osees. Ранее группа выпускала свои альбомы под названиями «Thee Oh Sees», «OCS», «The Ohsees» и «The Oh Sees».

## Предыстория и релиз
В качестве очевидного ответа на пандемию COVID-19 и массовую отмену концертов группа изначально представила альбом в черновом виде в виде видео с репетиции вживую, премьера которого состоялась на YouTube в марте 2020 года, хотя и с другим порядком треков.
Два трека, исполненных во время видео с репетиции вживую Protean Threat, но в конечном итоге не включённых в альбом, впоследствии были выпущены в другом месте. «Dark Weald» вышел ограниченным тиражом на виниле 23 августа 2020 года и позже был выпущен в цифровом формате. Затем кавер на песню Alice Cooper & The Spiders «Don’t Blow Your Mind» вышел на мини-альбоме Weirdo Hairdo группы, выпущенном 18 декабря 2020 года.
11 декабря 2020 года Osees выпустили Panther Rotate, альбом ремиксов, включающий экспериментальные переработки нескольких треков из Protean Threat.
Треки с альбома Protean Threat также были исполнены в ходе концертной записи Osees и последующего альбома Levitation Sessions, одного из двух платных стриминговых шоу, которые группа провела в 2020 году.

## Песни
Альбом начинается с пары песен, которые скребут потолок своей интенсивностью и необузданной энергией. «Scramble Suit» имеет захватывающе абразивные толчки статики, а на дёрганой «Dreary Nonsense» кружащиеся гитары звучат как два авангардных саксофониста, сражающихся до бездыханной ничьей. После этого нападения на чувства они немедленно сбрасывают газ парой жутких среднетемповых джемов — «Upbeat Ritual» и «Red Study», — которые меняют скронк на злобную сдержанность. Остальная часть пластинки прыгает между этими двумя сторонами шкалы гаражного прога. Такие треки, как «Mizmuth» и «Persuaders Up!» сдирают краску со стен с помощью заострённых на фуззе гитар, колотящей атаки двух барабанов и визжащего вокала Дуайера, в то время как повреждённая синтезатором «Wing Run» и волшебная прогрессивная «If I Had My Way» тихо пробираются в центр удовольствия мозга, вместо того чтобы вышибить дверь. Группа одинаково искусна в обоих — как они доказывали снова и снова — и, кажется, становится только лучше, поскольку они впитывают все больше влияний и подрывают их для своих собственных целей.

## Отзывы
| Оценки критиков | Оценки критиков |
| Источник        | Оценка          |
| --------------- | --------------- |
| AllMusic        | [ 1 ]           |
| Exclaim!        | 7/10            |
| Under the Radar | 7.5/10          |

Альбом получил положительные оценки и признание от музыкальных критиков.
Тим Сендра в AllMusic отметил, что «Джон Дуайер и его команда не показывают никаких признаков разочарования, выгорания или застоя на Protean Threat 2020 года, 300-м альбоме группы, более или менее. Он такой же странный, зажигательный, цепляющий, необычный и авангардный панк, как и все, что они выпустили; непрерывная горячая полоса, в которой они находятся, продолжает высекать искры, как перегретый усилитель, который вот-вот загорится. Их последние пару записей взяли формулу группы и переиначили её в сложные, прогрессивные формы, иногда растягивая песни намного дальше одобренного панком трёхминутного лимита времени. Здесь группа втиснула все свои экспериментальные исследования в гораздо более короткие песни, наделила их некоторыми реальными текстовыми проблемами и впрыснула в большинство из них ракетное топливо. Большая часть альбома имеет рваное, жужжащее безумие ранних записей Oh Sees, но там, где те записи были взрывами шума, здесь джазовые и проговые влияния, в которые группа так глубоко погрузилась, наделяют песни жевательной странностью, которая помогает им бить сильнее, чем они могли бы в противном случае. Protean Threat — их самая целеустремлённая и интенсивная запись за последние несколько лет, и перемены приветствуются, как глубокий вдох после долгой батальной сцены».

## Список композиций
| №                   | Название              | Длительность |
| ------------------- | --------------------- | ------------ |
| 1.                  | «Scramble Suit II»    | 2:27         |
| 2.                  | «Dreary Nonsense»     | 1:34         |
| 3.                  | «Upbeat Ritual»       | 2:11         |
| 4.                  | «Red Study»           | 3:12         |
| 5.                  | «Terminal Jape»       | 2:20         |
| 6.                  | «Wing Run»            | 2:06         |
| 7.                  | «Said the Shovel»     | 4:37         |
| 8.                  | «Mizmuth»             | 2:09         |
| 9.                  | «If I Had My Way»     | 2:47         |
| 10.                 | «Toadstool»           | 4:56         |
| 11.                 | «Gong of Catastrophe» | 4:42         |
| 12.                 | «Canopnr '74»         | 3:00         |
| 13.                 | «Persuaders Up!»      | 2:23         |
| Общая длительность: | Общая длительность:   | 38:24        |